# Meridiano 175 W
O meridiano 175 W é um meridiano que, partindo do Polo Norte, atravessa o Oceano Ártico, Ásia, Oceano Pacífico, Oceano Antártico, Antártida e chega ao Polo Sul. Forma um círculo máximo com o Meridiano 5 E.
Começando no Polo Norte, o meridiano 175º Oeste tem os seguintes cruzamentos:
| País, território ou mar | Notas                                                 |
| ----------------------- | ----------------------------------------------------- |
| Oceano Ártico           |                                                       |
| Mar de Chukchi          |                                                       |
| Rússia                  | Okrug Autónomo de Chukotka - Península de Chukchi     |
| Mar de Bering           | Passa a leste da Ilha Koniuji, Alasca, Estados Unidos |
| Estados Unidos          | Ilha Atka, Alasca                                     |
| Oceano Pacífico         | Passa a leste das ilhas Kao e Tofua, Tonga            |
| Tonga                   | Ilha ʻAtā                                             |
| Oceano Pacífico         | Passa entre as ilhas Tongatapu e ʻEua, Tonga          |
| Oceano Antártico        |                                                       |
| Antártida               | Dependência de Ross, reclamada pela Nova Zelândia     |